# Chiesa di San Girolamo e Natività di Maria Vergine
La chiesa di San Girolamo e Natività di Maria Vergine è il principale luogo di culto cattolico di Torre de' Roveri, in provincia e diocesi di Bergamo. Fa parte del vicariato di Scanzo-Seriate.

## Storia
La chiesa intitolata a san Gerolamo fu visitata da san Carlo Borromeo, arcivescovo di Milano, nell'autunno del 1575 durante la sua visita diocesana alle chiese e ai monasteri della bergamasca. Dagli atti della visita della chiesa di parrocchiale di Sant'Evasio di Pedrengo, risulta che vi fosse in prossimità l'oratorio di San Gerolamo "in loco Turris". 
La chiesa fu inserita nel 1666 nel “Sommario delle chiese di Bergamo”, elenco redatto dal cancelliere della curia vescovile di Bergamo, Giovanni Giacomo Marenzi. Nel documento è indicata come chiesa facente parte della chiesa di San'Evasio di Pedrengo. Il vescovo di Bergamo Giovanni Paolo Dolfin visitò la parrocchiale il 12 novembre 1780. Gli atti della visita furono integrati dalla relazione dell'allora parroco, il quale relazionò che fu eretta canonicamente a parrocchiale il 3 gennaio 1699 con decreto del vescovo Luigi Ruzzini. Vi era inoltre indicato che i tre altari erano retti dalla scuola del Santissimo Sacramento, per quello maggiore, del Santo Rosario quello della Madonna del Rosario, e il terzo dedicato a san Giuseppe. In prossimità vi era l'oratorio intitolato a san Cristoforo- La chiesa risulta sempre inserita nel vicariato di Seriate. 
Nei primi anni del XX secolo la parrocchiale non rispondeva più alle necessità dei fedeli che diventavano sempre più numerosi grazie all'incremento demografico frutto della nuova industrializzazione. Fu quindi decisa la riedificazione dell'edificio su progetto dell'architetto Ferruccio Chemello e benedetta il 7 settembre 1905 dal neoeletto vescovo Giacomo Radini-Tedeschi anche se non ancora terminate. Fu consacrata il 23 ottobre 1915 con l'intitolazione a san Gerolamo dottore e alla Natività di Maria dal vescovo Luigi Maria Marelli. nel 1910 sempre su progetto del Chemello, fu edificata la nuova torre campanaria merlata. La chiesa fino al 1939 rimase inserita nel vicariato di Seriate per passare poi a quello si Scanzo con decreto del 27 maggio 1939 del vescovo Adriano Bernareggi.
Nella seconda metà del Novecento la chiesa fu oggetto di lavori di finitura e mantenimento con opere di ammodernamento. Nel 1969 fu costruito il nuovo altare rivolto verso la navata rispondente all'adeguamento liturgico delle chiese, consacrato il 1º ottobre dal vescovo Giuseppe Mojoli che fece dono delle reliquie dei santi Alessandro di Bergamo, Girolamo, Vincenzo, Innocenzo e Clemente che furono sigillate nella nuova mensa d'altare. Le vetrate istoriate realizzate da Vincenzo Villa, su cartoni di Mino Marra furono lavorate e posizionate nel 1969.
Con decreto del 27 maggio 1979 del vescovo Giulio Oggioni la chiesa fu inserita nel vicariato foraneo di Scanzo-Seriate.

## Descrizione

### Esterno
L'edificio di culto è anticipato dall'ampio sagrato e da una scalinata composta da dieci gradini. Il fronte principale si presenta maestoso e diviso da due cornici in tre ordini, tripartiti da lesene. L'ordine inferiore è anticipato da un protiro composto da due colonne complete di basamento e capitelli che reggono l'arco con fregio e relativo cornicione che prosegue lungo tutta la parete. Due lapidi commemorative sono poste nelle sezioni laterali. L'ordine superiore ha centralmente una trifora e nelle sezioni laterali due bifore in stile romanico lombardo. La trifora centrale con colonnine è sormontata da un rosone. Il terzo ordine presenta un medaglione circolare sfondato, dove vi è l'altorilievo raffigurante il santo titolare. Il cornicione termina con coronamento a pinnacoli lungo tutto il perimetro del tetto. Cinque pinnacoli sovrastano la facciata.
La torre campanaria è la riproduzione di un'antica torre medioevale completa di base in marmo di Zandobbio e rosso di Verona. La cella campanaria ha bifore con archi a tutto sesto e termina con mensole e archetti.

### Interno
L'interno della chiesa è a croce latina a unica navata. Nelle due nicchie laterali vi sono gli altari dedicati alla Madonna del Santo Rosario a sinistra, mentre a destra l'altare intitolato al sacro Cuore di Gesù. La zona presbiteriale è rialzata da tre gradini e termina con il coro absidale.
L'aula in stile lombardo-bizantino presenta trifore e bifore con colonne in pietra della Val di Sole, con fregi a fresco e soffitto a volta centinata.